# Jabol

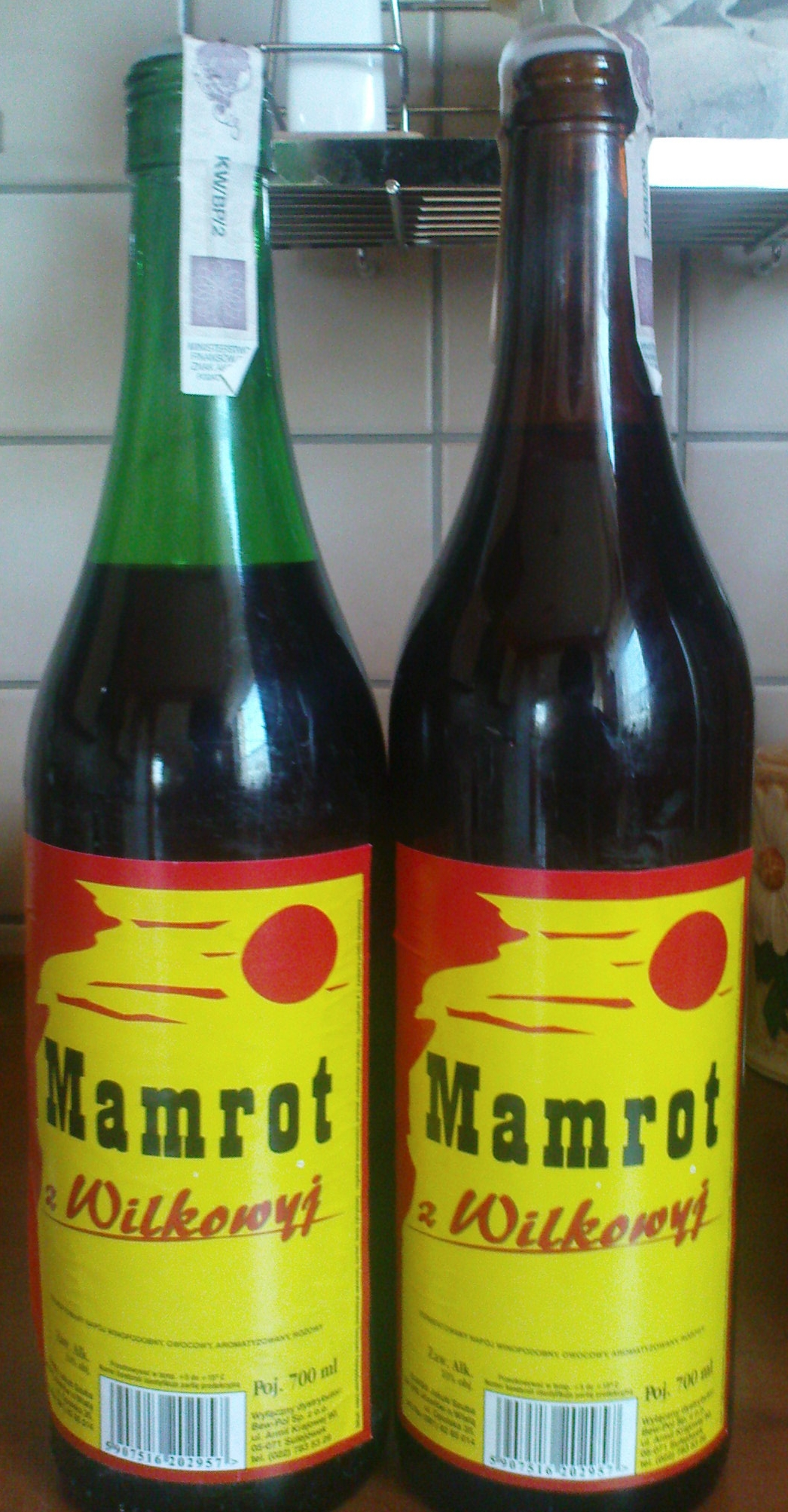
Två flaskor Jabol av märket Mamrot.

Jabol är ett smeknamn/samlingsnamn för billigt polskt fruktvin gjort på jäst frukt. Oftast är alkoholhalten mellan 8 och 18 procent. Vinet finns i flera smaker och görs av olika företag.

## Namn
Namnet “Jabol” härstammar från ordet “jabłko” som är polska för äpple vilket drycken ibland är gjord av. Oftast är vinet smaksatt med olika fruktsmaker men varianter med smak av choklad och mint finns. Drycken bär också smeknamnen sikacz (som i sin tur är polsk slang för urin) samt Siarkofrut (siarko betyder svavelsyra på polska) som är en parodi på en polsk fruktjuice riktad år barn vid namn Bobofrut.

## Historia
Jabol har druckits av polacker i flera generationer och är populärt på grund av sitt låga pris. Det är inte känt när den första Jabol drycken tillverkats eftersom namnet Jabol inte är något företag utan ett allmänt slangord för billigt polskt vin, vilket gör det svårt att verifiera historiska källor. Det man vet man att denna sorts vin började bli känt bland den polska befolkningen cirka 10 år efter andra världskriget. Ett vanligt rykte är att man använder stora mängder svavelsyra vid tillverkning för att göra processen billigare. I själva verket används svavelsyra vid nästan all vinproduktion, även dyrare viner. Den distinkta sura svavelsmaken som Jabol får tros bero på billiga råvaror och undermåliga produktionsfaciliteter. 

## Förpackningar och pris
Jabol säljs i glas- och plastflaskor eller i kartong (ungefär som mjölk- eller juiceförpackningar). Det kostar runt 4,50 PLN för en 0,70 liters flaska. Jabol säljs i livsmedelsbutiker och kan köpas av alla över 18 år. Jabol kan ibland även förekomma i plastförpackningar som utseendemässigt liknar chipspåsar men innehåller vin. Vissa tillverkare väljer att ha en billig förpackning för att hålla nere tillverkningskostnaderna och därmed kunna sätta ett lägre pris än konkurrenterna.

## I populärkulturen

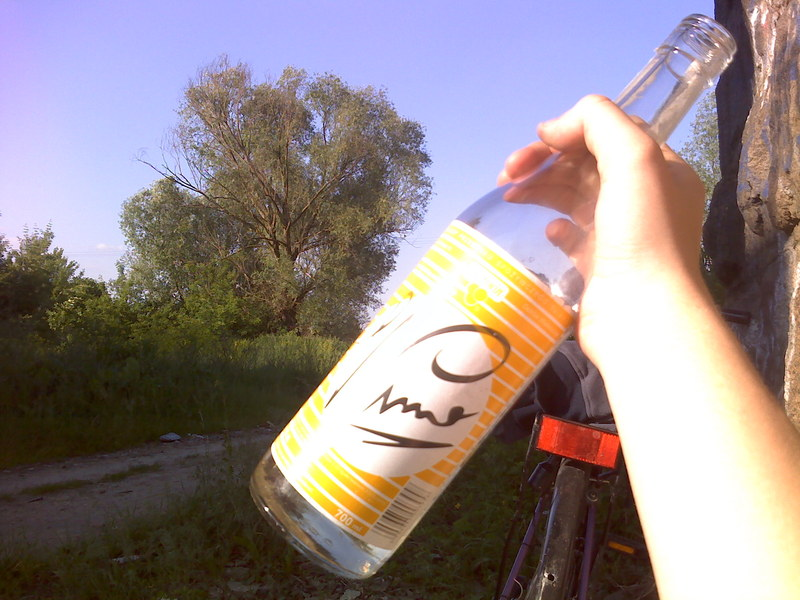
En tom flaska Jabol av märket Ostrowin.

Jabol har på grund av sitt låga pris, styrka och lättillgänglighet fått en kultstatus i Polen. Drycken är populär bland olika subkulturer (punk etc). Jabol förekommer ofta i musik och film och har ett symbolvärde åt det rebelliskt fatalistiska hållet, något som låttexterna där drycken figurerar ofta återspeglar.